# Prohibición de drogas

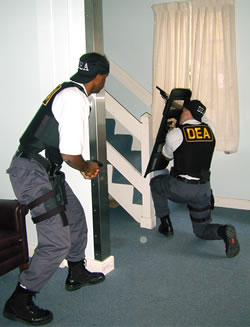
Entrenamiento de agentes de la agencia estadounidense Drug Enforcement Administration.

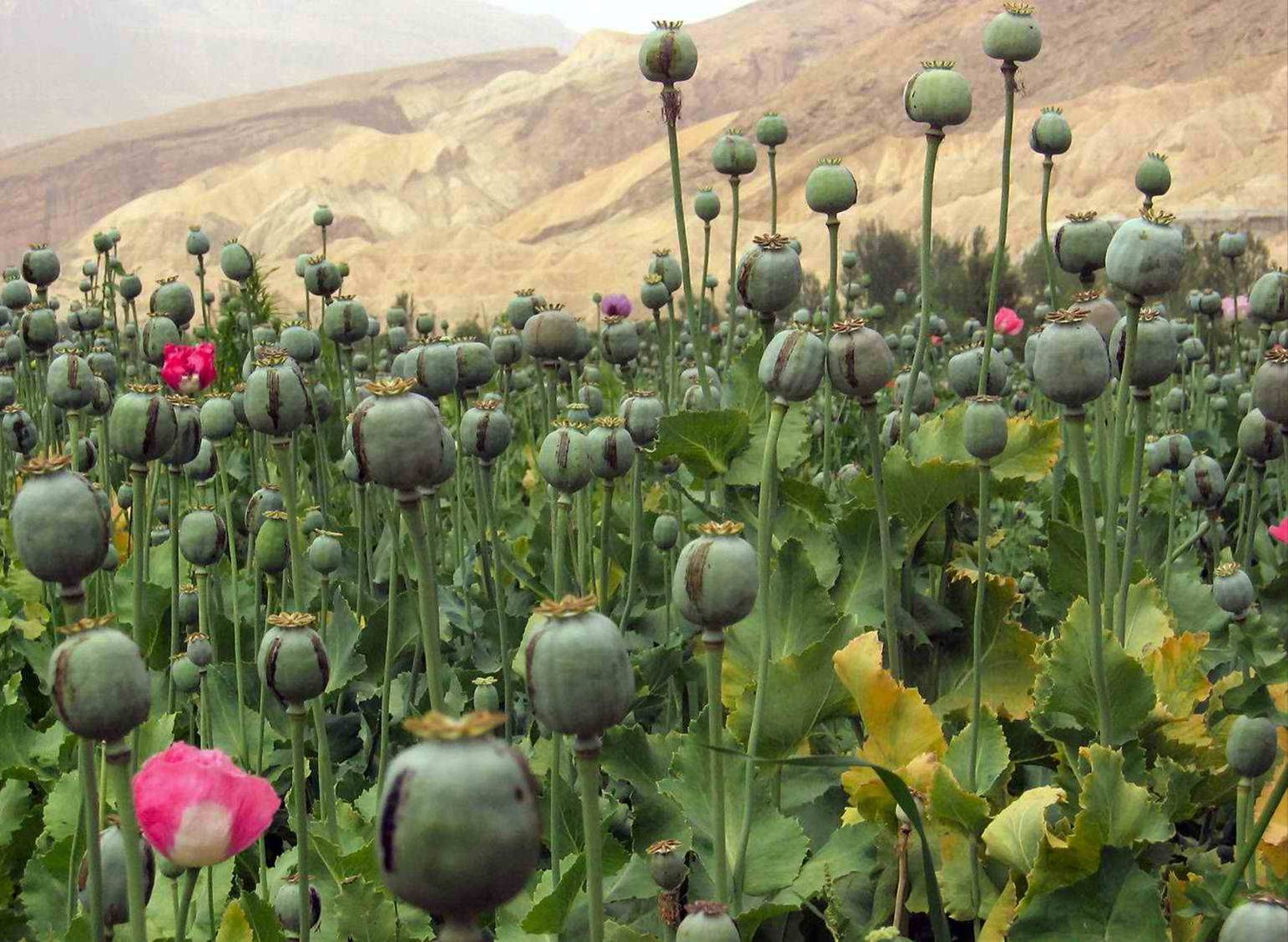
Campo de amapolas en Afganistán, origen de la producción de opio.

La prohibición de drogas está basada en un principio de interdicción – o reglamentación estricta – sobre la producción, el comercio, y/o el uso de sustancias psicotrópicas, lo que puede ser ordenado y reglamentado por la ley, la moral, y/o la religión. La legalización de drogas es la política o la orientación opuesta a la prohibición.
A nivel internacional, esta política ha sido recomendada y contemplada en varias convenciones de la ONU (convenciones de los años 1961, 1971, y 1988). Varios órganos internacionales han sido creados para dar seguimiento y hacer respetar la aplicación de estos textos, como ser la 'Oficina de Naciones Unidas contra la Droga y el Delito' y la 'Junta Internacional de Fiscalización de Estupefacientes', instancias que tienen sus contrapartidas o enlaces en los distintos niveles nacionales a través de estructuras e instituciones locales.

## Historia del prohibicionismo

### Primeros ejemplos
A pesar de que las políticas contemporáneas de lucha contra la droga sea un fenómeno relativamente moderno, la historia muestra que se ha intentado de manera recurrente, en épocas diversas, de limitar (léase prohibir) el consumo de sustancias psicotrópicas.
El ejemplo documentado más antiguo probablemente es la prohibición del consumo de alcohol impuesto por la ley islámica (Sharia), habitualmente atribuida a ciertos pasajes del Corán, y que data del siglo VII de nuestra era. Algunos eruditos musulmanes interpretan que la prohibición coránica se refiere únicamente al consumo abusivo de bebidas alcohólicas, pero de todas maneras, la ley islámica es generalmente interpretada como proscribiendo todo consumo de psicotrópicis (y no solamente alcohol); una práctica pre-existente entre los árabes, consistía en fumar hachís, y la misma persistió a través de la historia del Islam a pesar de la aparente prohibición religiosa.
En el siglo XIII, Souhdouni Schikhouni, entonces emir de Egipto, intentó prohibir el consumo de cannabis, ya que juzgaba desastrosas las consecuencias para el país. Y en 1729, el emperador de China prohibió las importaciones de opio por las mismas razones.
Los tabúes religiosos motivaron igualmente la prohibición de drogas en la Europa cristiana. En efecto, en 1484 y a través de la bula Summis desiderantes affectibus, el papa Inocencio VIII prohibió el consumo de cannabis, lo que bien podría interpretarse como una especie de apoyo a la Inquisición Española por entonces en auge. La persecución de herejes bajo forma de caza de brujas ganaba entonces en significación, y mucho se desconfiaba de quienes utilizaban plantas medicinales y alucinógenas. Ésta fue también una de las consecuencias de las conquistas españolas en América Central y América del Sur respecto de las prácticas rituales locales que concernían psicotrópicos, por ejemplo, el peyotl fue prohibido en México en 1720.
En 1906, los legisladores de Estados Unidos aprobaron una primera ley, Pure Food and Drug Act, orientada a controlar la venta de cocaína cuyo abuso se hacía cada vez más masivo, y algo más tarde, en 1914, entró en vigor la Harrison Narcotics Tax Act.
Y por su parte y a partir de 1930, la compañía Dupont de Nemours llevó adelante una campaña de relaciones públicas contra el cáñamo, con el objetivo de menospreciar y/o ilegalizar su cultura y su cultivo, a efectos claro está, de promover el nailon en la industria textil. Esta campaña en cierto sentido cumplió con su objetivo, ya que en 1937 fue aprobada la Marijuana Tax Act que criminalizaba a los consumidores de cannabis.